# サラ・ローズ・カー
サラ・ローズ・カー（Sarah Rose Karr、1984年11月13日 - ）は、アメリカ合衆国の女優。

## 出演作品
- キンダガートン・コップ
- ベートーベン
- ベートーベン2
- 愛しのルーシー